# تايلر غراهام
تايلر غراهام (بالإنجليزية: Tyler Graham)‏ هو لاعب كرة قاعدة أمريكي، ولد في 25 يناير 1984 في غريت فولز في الولايات المتحدة.

## وصلات خارجية
- تايلر غراهام على موقع دوري كرة القاعدة الرئيسي (الإنجليزية)
- تايلر غراهام على موقعبيزبول رفرنس.كوم (الدوري الرئيسي) (الإنجليزية)
- تايلر غراهام على موقعبيزبول رفرنس.كوم (الدوري الثانوي) (الإنجليزية)
- تايلر غراهام على موقع إي إس بي إن.كوم (أم.أل.بي) (الإنجليزية)
- تايلر غراهام على موقع مشجعي الرسوم البيانية (الإنجليزية)